# Antonio Bernasconi
Antonio Rodolfo Bernasconi Gigliotti es un exfutbolista argentino, que se desempeñaba como mediocampista. Tuvo pasos importantes por el fútbol de Colombia y Perú.

## Trayectoria
Llegó a Colombia a fines de los años 40, para jugar por el modesto Atlético Bucaramanga, donde se convertiría uno de los primeros referentes en la historia del club.
A mitad de 1952 jugaría en Atlético Nacional de Medellín con poco éxito, estuvo hasta 1953.
En 1954, ficharía por el cuadro de Universitario de Deportes, individualmente jugaría 8 partidos.
Finalmente, termina su carrera jugando para el Ciclista Lima en el año 1959.

## Clubes
| Club                 | País      | Año         |
| -------------------- | --------- | ----------- |
| CA Sarmiento         | Argentina | 1947 - 1948 |
| Atlético Bucaramanga | Colombia  | 1949 - 1951 |
| Atlético Nacional    | Colombia  | 1952 - 1953 |
| Universitario        | Perú      | 1954        |
| Ciclista Lima        | Perú      | 1955 - 1959 |